# La Brugeoise et Nivelles
Alstom Bruges, anciennement La Brugeoise et Nivelles (BN), puis Bombardier Eurorail, puis Bombardier Transportation Belgium est une filiale du constructeur ferroviaire français Alstom, basée à Bruges, en Belgique.
Elle était la filiale belge du constructeur ferroviaire canadien Bombardier Transport de 1988 à 2021. La Brugeoise et Nivelles, ou BN, était un constructeur belge de matériel ferroviaire, essentiellement de tramways et d'automotrices électriques. À la fin des années 1980, la BN est passée sous pavillon canadien (rachetée par Bombardier).

## Historique

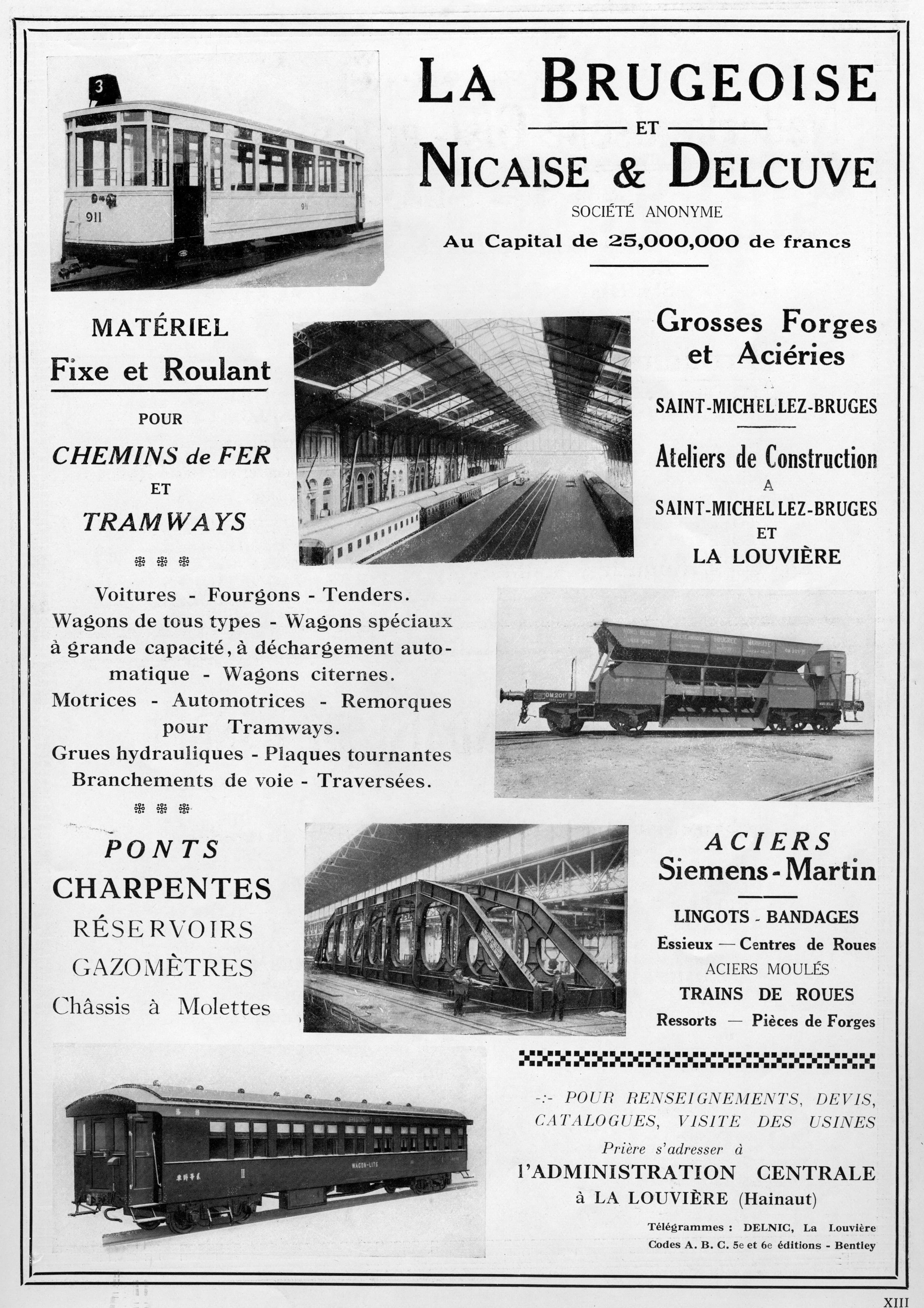
La Brugeoise, Nicaise et Delcuve

Créé en 1956 par fusion de La Brugeoise et Nicaise et Delcuve et des Ateliers métallurgiques de Nivelles. 
Devenue entretemps une filiale à 97 % du groupe canadien Bombardier Inc., cette société a disparu en 1988. L'implantation de Bruges a survécu sous le nom de Bombardier Transportation Belgium.
La société a notamment mis au point en 1985 le GLT, ancêtre du tram sur pneu TVR de Nancy et Caen. Un parcours de test avait été construit à l'Atomium puis entre Jemelle et Rochefort où circulait un prototype du GLT. 
Le 29 mai 1991, Bombardier regroupe ses activités ferroviaires européennes au sein de « BN Constructions Ferroviaires et Métalliques S.A. » qui devient Bombardier Eurorail. Elle intègre alors ANF-Industrie, Bombardier-Rotax-Wien et Bombardier-Prorail Limited. 
Le site de Nivelles comprenait des ateliers qui s’étendaient sur 4,5 hectares, avec un personnel de 850 personnes. Il a fermé ses portes en 1989.

### Identité visuelle

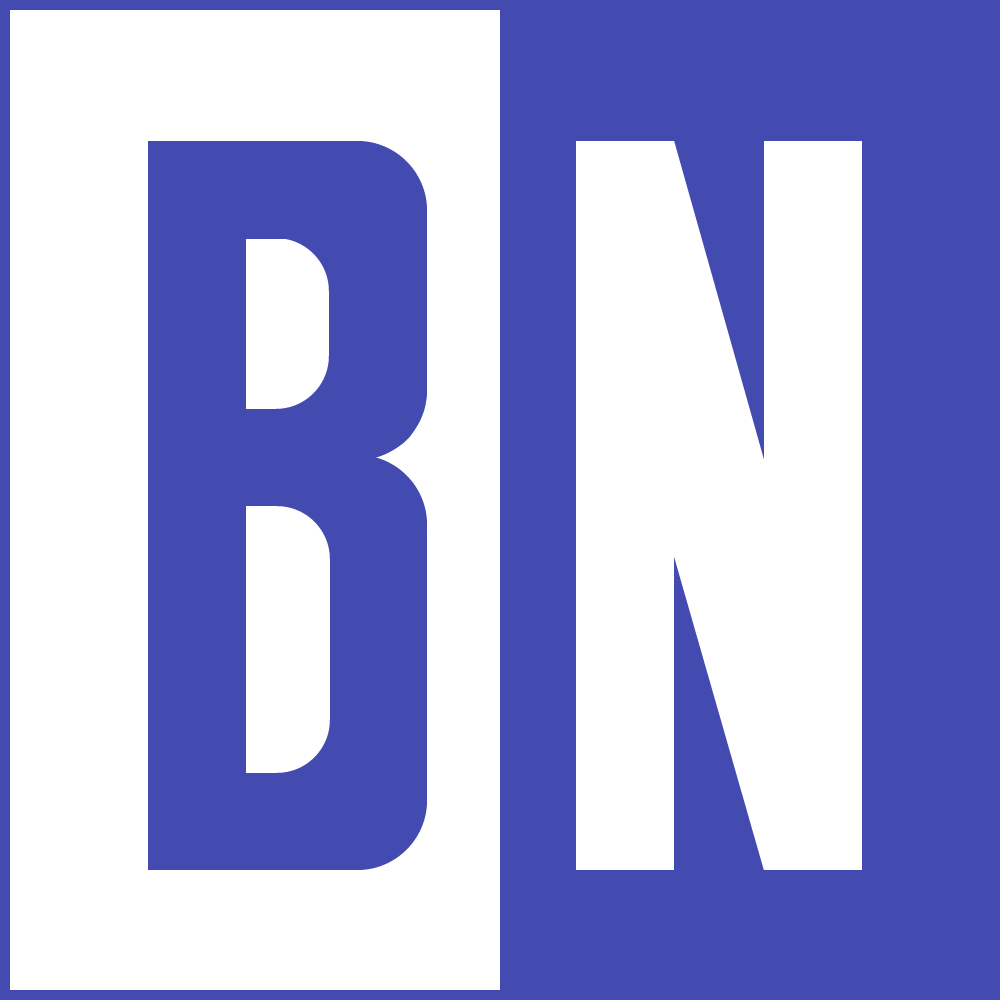
Logo de La Brugeoise et Nivelles jusqu'en 1988.
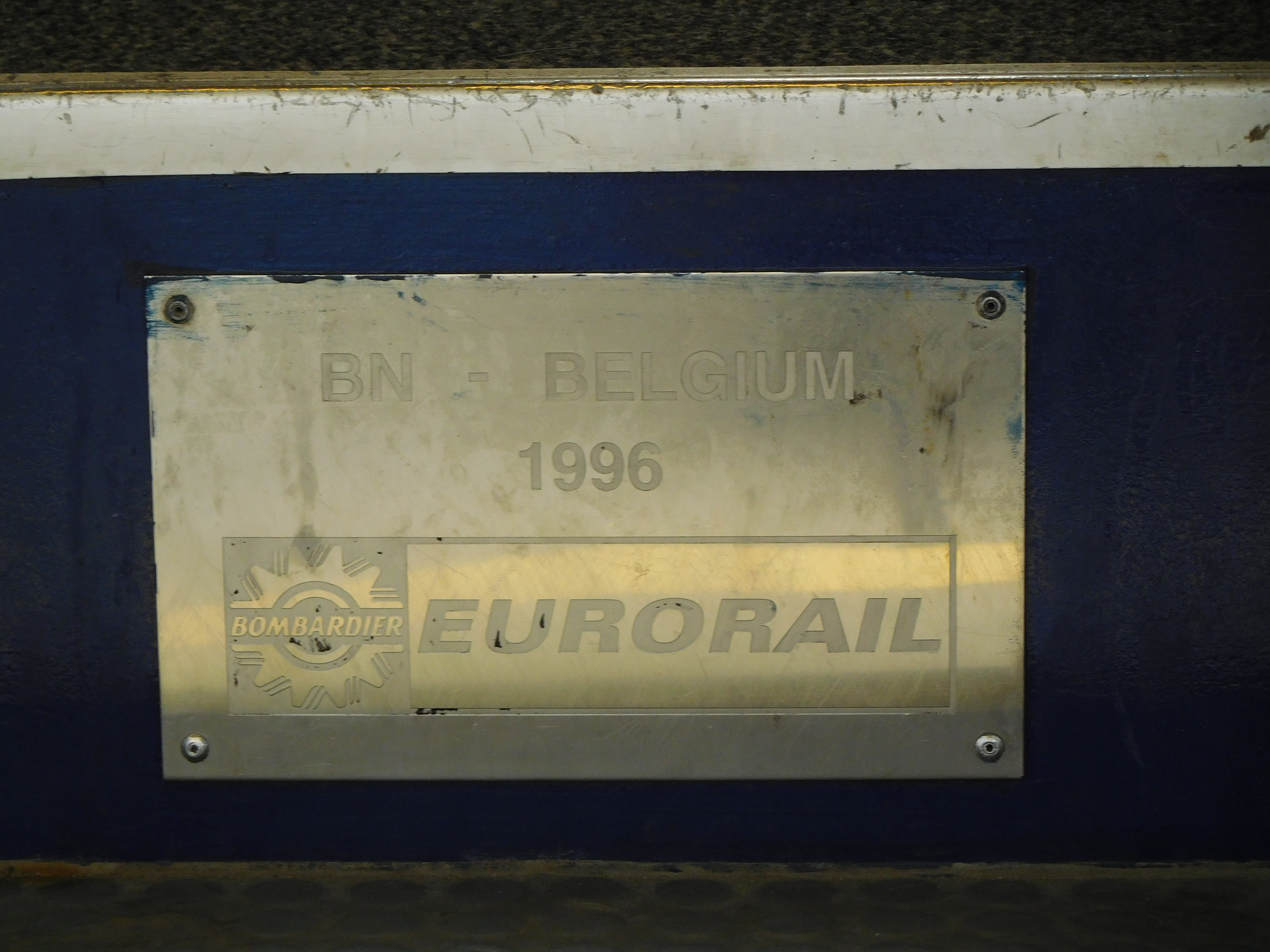
Logotype sur plaque de Bombardier Eurorail en 1996.
Logo de Bombardier Transportation Belgium jusqu'en 2021.

## Production
Le site de Bruges assemble essentiellement du matériel ferroviaire pour le marché belge (par exemple, les voitures à deux niveaux de type M6), en consortium avec Alstom, qui a acquis la branche « transport » des Ateliers de Constructions Électriques de Charleroi (Alstom Belgium). Ce duo fut à l'origine d'une grande majorité du matériel ferroviaire Belge jusqu'à ce que la législation européenne impose de mieux mettre en concurrence les fournisseurs pour l'attribution des marchés publics[réf. souhaitée].

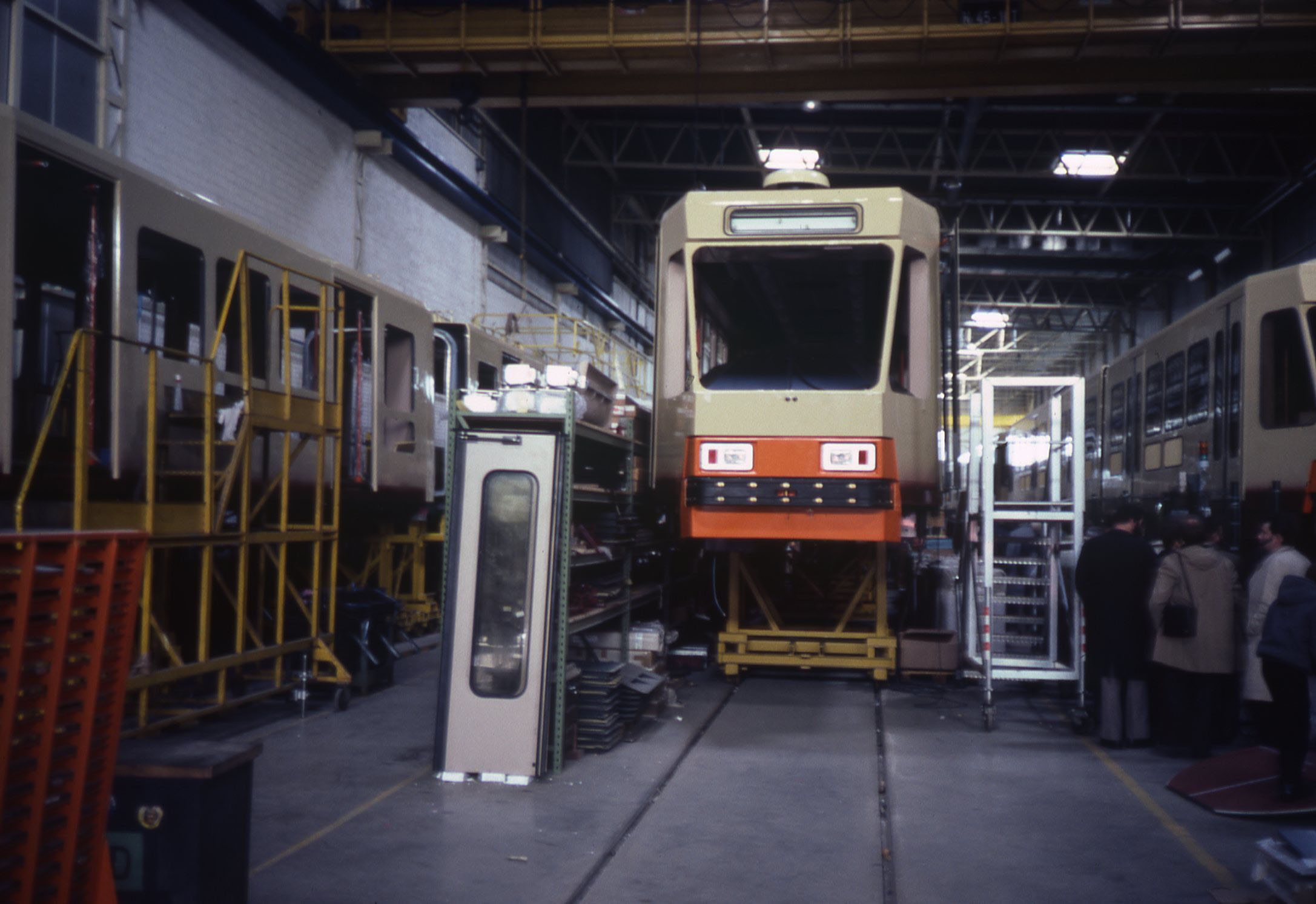
Une rame du métro de Manille LRT-1 en construction dans l'usine BN de Bruges.
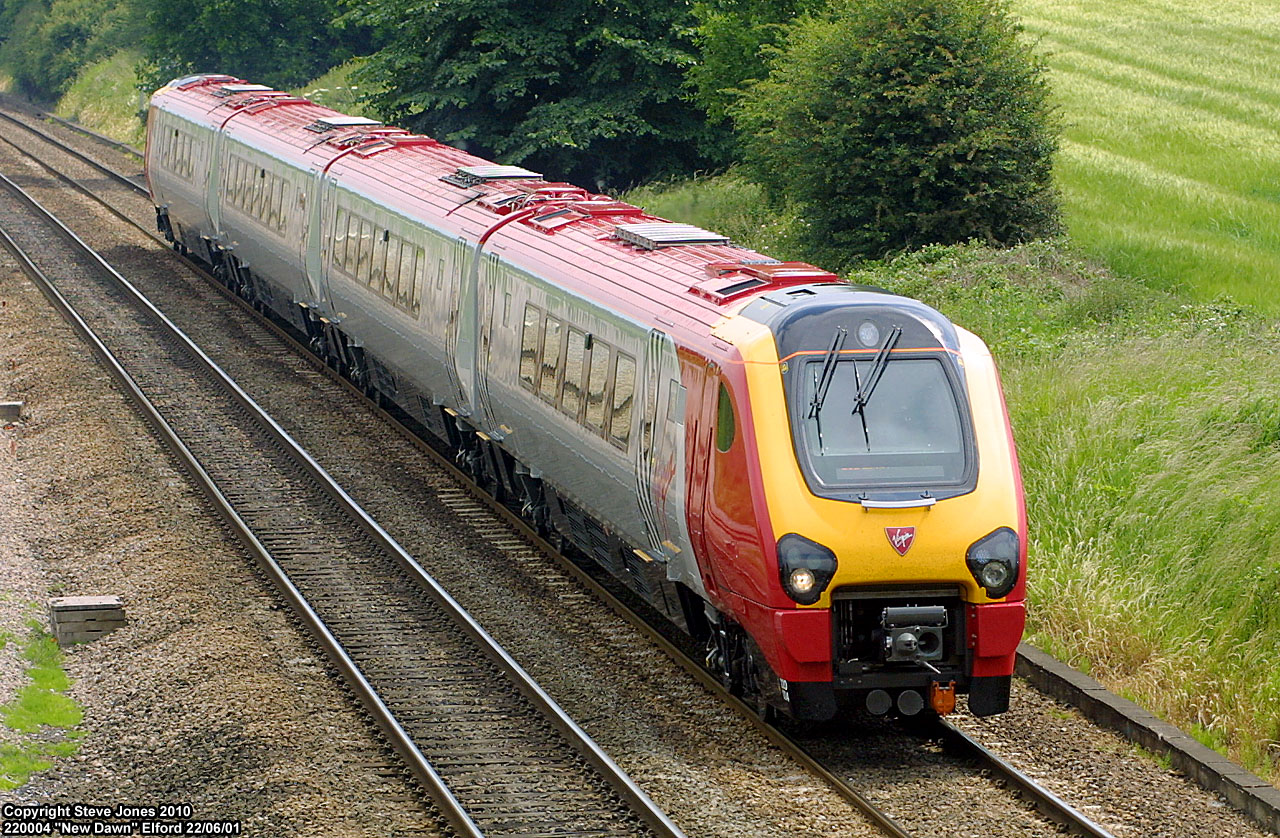
Virgin CrossCountry Class 220 en juin 2001.